# Spodnje Palovče
Spodnje Palovče este o localitate din comuna Kamnik, Slovenia, cu o populație de 70 de locuitori.